# Leptotrochila prunellae
Leptotrochila prunellae är en svampart som först beskrevs av Lind, och fick sitt nu gällande namn av Dennis 1978. Leptotrochila prunellae ingår i släktet Leptotrochila och familjen Dermateaceae.   Inga underarter finns listade i Catalogue of Life.